# Kukunara
Kukunara (en griego, Κουκκουνάρα) es un pueblo y un yacimiento arqueológico de Mesenia (Grecia). Administrativamente pertenece al municipio de Pilos-Néstor, y la unidad municipal de Jiliojoria. En el año 2011 contaba con una población de 129 habitantes.

## Arqueología
Cerca de este pueblo hay un amplio yacimiento arqueológico, que fue inicialmente excavado por Spyridon Marinatos, donde se han encontrado los restos de un asentamiento que fue habitado desde el periodo Heládico Medio hasta la época micénica además de numerosas tumbas abovedadas.   
Algunas de las tumbas contenían ricos ajuares funerarios y otras más pobres. Entre los hallazgos más destacados de las tumbas se encuentran joyas de oro, vasos, armas de bronce, puntas de flecha de piedra y cascos de colmillos de jabalí. En el tholos II, pese a que había sido saqueado, se encontró un hoyo junto a la entrada donde había sido enterrada una niña pequeña junto a la que se encontraron, entre otros obejtos, coronas con hojas de oro, collares y un escarabeo egipcio.
Se ha sugerido que este asentamiento puede identificarse con uno de los dos topónimos siguientes: Pa-ki-ja o Ka-ra-do-ro, que aparecen en las tablillas de lineal B de Pilos.